# Hipposaurus
Hipposaurus es un género extinto de terápsidos, que vivió durante el Pérmico Tardío hace 255 millones de años en lo que ahora es Sudáfrica. Era un terápsido de mediano tamaño con aproximadamente 1,2 metros de longitud y unos 50 kg de peso.